# Osvaldo Ríos
Osvaldo Ríos Alonso, bardziej znany jako Osvaldo Ríos (ur. 25 października 1960 roku w Carolina, Portoryko) – portorykański aktor telewizyjny, model, piosenkarz i muzyk. telenowele, w których brał udział, stały się popularne w wielu krajach.

## Życiorys
Syn Osvaldo Ríosa i Nellie Alonso, ma siostrę Mildred oraz dwóch braci: Osvaldoa Luisa i Alexandra. Początkowo występował w rodzinnym kraju Portoryko jako piosenkarz i muzyk. Następnie, po ukończeniu wydziału psychologii, przez kilka lat pracował z dobrymi wynikami jako terapeuta z grupą nastolatków. Dorabiał także jako model. Występował na scenie w przedstawieniach: Piaf (La Piaf), Fortuna i oczy mężczyzny (La Fortuna y Los Ojos Del Hombre), María oraz broadwayowskich musicalach: Chłopaki i lalki (Guys & Dolls), Król i ja (The King & I) i Piękna i bestia (La Bella y la Bestia). 
Był trzykrotnie żonaty; z Carmen Dominicci, Sully Diaz (od 1986 do 29 grudnia 1986) i Géraldine Fernández (od 1 lipca 2000), mają dwóch synów - Giuliano Gabriela (ur. 21 stycznia 1990) i Osvaldo Gabriela (ur. 14 sierpnia 2001). Związany był z Llamą Ivelin Giro.

## Filmografia

### Telenowele
- 2010: Triumf miłości (Triunfo del Amor) jako Osvaldo Sandoval
- 2008: El juramento jako Santiago de Landeros
- 2007: Zorro (Zorro, la espada y la rosa) jako Alejandro de la Vega
- 2006: Decisiones
- 2004: Angel rebelde jako Alejandro Valderrama
- 2002: Gata salvaje jako Silvano Santana Castro
- 2001: W niewoli uczuć (Abrázame muy fuerte) jako Diego Hernandez
- 2000: Przeklęta miłość (Rauzán) jako Sebastian de Mendoza
- 1996: Wdowa w bieli (La viuda de Blanco) jako Diego Blanco Albarracín
- 1993: Trzy cele podróży (Tres destinos jako Juan Carlos
- 1992: Kassandra jako Ignacio Contreras/Luis David Contreras
- 1990: Amor de nadie

### Filmy kinowe
- 2002: Más allá del límite jako Andrés 'El Indio' Solís
- 2002: Plaza vacante
- 2001: Bento Cego
- 1990: Chona, la puerca asesina jako Alejandro